# Жиделинський сільський округ (Ариська міська адміністрація)
Жидели́нський сільський округ (каз. Жиделі ауылдық округі, рос. Жиделинский сельский округ) — адміністративна одиниця у складі Ариської міської адміністрації Туркестанської області Казахстану. Адміністративний центр — село Жиделі.
Населення — 2501 особа (2021; 2561 у 2009, 2201 у 1999, 1515 у 1989).
Станом на 1989 рік існувала Тахиркольська сільська рада (села Баїркум, Жиделі, Кокколь, Польовод, Тушикудук, селища Аккала, Канкози) Чардаринського району. Пізніше села Аккала та Жиделі туворили окремий Жиделинський сільський округ.

## Склад
До складу округу входять такі населені пункти:
| Населений пункт | Колишні назви | Населення, осіб (1989) | Населення, осіб (1999) | Населення, осіб (2009) | Населення, осіб (2021) |
| --------------- | ------------- | ---------------------- | ---------------------- | ---------------------- | ---------------------- |
| Аккала, село    | -             | 387                    | 802                    | 888                    | 869                    |
| Жиделі, село    | -             | 1128                   | 1399                   | 1673                   | 1632                   |